# Пуста Река (Крушево)
Пуста Река (мкд. Пуста Река) је насеље у Северној Македонији, у западном делу државе. Пуста Река припада општини Крушево.

## Географија
Насеље Пуста Река је смештено у западном делу Северне Македоније. Од најближег већег града, Прилепа, насеље је удаљено 50 km западно.
Пуста Река се налази на западном ободу Пелагоније, највеће висоравни Северне Македоније. Насеље је положено на западним висовима Бушеве планине. Надморска висина насеља је приближно 1.150 метара.
Клима у насељу је планинска због знатне надморске висине.

## Становништво
По попису становништва из 2002. године Пуста Река је имала 134 становника.
Претежно становништво у насељу су етнички Македонци (100%).
Већинска вероисповест у насељу је православље.